# MIBTel
El MIBTel es el índice bursátil principal de la Bolsa de Italia, la principal bolsa en Italia. Resume las acciones listadas en el MTA y el MTAX, y es recalculado cada minuto durante la jornada accionaria y continúa sobre la base de los precios en los últimos contratos de cada acción componente de la canasta de títulos.
El índice base está establecido sobre las 10 000 unidades y se mide en relación con el 3 de enero de 1994.
Este índice tiene unos 350 valores.